# Каллаган (Флорида)
Каллаган (англ. Callahan) — місто (англ. town) в США, в окрузі Нассау штату Флорида. Населення — 1526 осіб (2020).

## Географія
Каллаган розташований за координатами 30°33′43″ пн. ш. 81°49′55″ зх. д. / 30.56194° пн. ш. 81.83194° зх. д. (30.561831, -81.832011).  За даними Бюро перепису населення США в 2010 році місто мало площу 3,77 км², уся площа — суходіл.

## Демографія
Згідно з переписом 2010 року, у місті мешкали 1123 особи в 475 домогосподарствах у складі 311 родини. Густота населення становила 298 осіб/км².  Було 529 помешкань (140/км²).
Расовий склад населення:
| - 89,3 % — білих - 7,0 % — чорних або афроамериканців - 0,9 % — азіатів - 0,3 % — корінних американців - 1,1 % — осіб інших рас |

До двох чи більше рас належало 1,4 %. Частка іспаномовних становила 2,4 % від усіх жителів.
За віковим діапазоном населення розподілялося таким чином: 25,7 % — особи молодші 18 років, 60,9 % — особи у віці 18—64 років, 13,4 % — особи у віці 65 років та старші. Медіана віку мешканця становила 33,4 року. На 100 осіб жіночої статі у місті припадало 88,7 чоловіків;  на 100 жінок у віці від 18 років та старших — 86,6 чоловіків також старших 18 років.
Середній дохід на одне домашнє господарство  становив 41 229 доларів США (медіана — 25 641), а середній дохід на одну сім'ю — 51 794 долари (медіана — 37 885). Медіана доходів становила 46 250 доларів для чоловіків та 31 806 доларів для жінок. За межею бідності перебувало 27,6 % осіб, у тому числі 29,0 % дітей у віці до 18 років та 36,2 % осіб у віці 65 років та старших.
Цивільне працевлаштоване населення становило 520 осіб. Основні галузі зайнятості: освіта, охорона здоров'я та соціальна допомога — 20,8 %, роздрібна торгівля — 11,7 %, науковці, спеціалісти, менеджери — 11,2 %.